# Лото
Лото (итал. lotto) једна је од игара на лутрији у којој се погађа комбинација бројева која ће бити извучена у предстојећем извлачењу. Ове комбинације се најчешће означавају на мањим листовима хартије, штампаним специјално за ову прилику. Када сви играчи означе своје комбинације, водитељ почиње са извлачењем насумичних бројева. Играч добија награду уколико је на свом листићу означио довољан број извучених бројева.

## Лото у Србији
Емисија „Лото” у Србији се емитује на Првој. Емисију води Јелена Тричковић (у појединим издањима Марина Матијевић), а бивше водитељке су Александра Гудељ, Анђела Ђурашковић, Нађа Кљајић и Мира Лекић. Лото на Првој се емитовао од 3. јуна 2011. до 29. јануара 2016, и поново се емитује од 2. фебруара 2018. Лото се у Србији развио и много градова, општина, насеља и села су добиле трафике под именом Државна лутрија Србије. Од 18. јануара 2005. до 31. маја 2011. Лото се емитовао на Пинку. Водитељка је била Ана Пендић (у појединим издањима Дарко Пановић). Од 2. фебруара 2016. до 30. јануара 2018. Лото се емитовао на РТС 1. Водитељка је била Лидија Кљаић (у појединим издањима Ана Рељић).

### Југо-лото пројекат
Године 2007. постојао је покушај оснивања јединствене лутрије земаља бивше Југославије под називом Југо-лото. Идеја је осмишљена по узору на европски ЕуроМилион, а њена реализација започета је оснивањем Асоцијације лутријских организација Југоисточне Европе са седиштем у Љубљани. Договор о заједничкој игри на срећу потписале су тада лутрије Словеније, Србије, Косова и Метохије, Црне Горе, Босне и Херцеговине, Хрватске, Републике Српске и Македоније, а у плану је било да, осим грађанима бивших југословенских држава учешће у игри буде омогућено и становницима Мађарске, Бугарске, Румуније, Италије и Аустрије. Постојао је и предлог да се улога водитељке понуди некадашњој популарној „лото девојци” Сузани Манчић. Овај пројекат, међутим, није реализован.

## Неки од највећих лото добитака у Србији
- Највећи лото добитак у Србији[а] извучен је у јануару 2019. године, када је премија била нешто више од шест милиона евра (у динарима)
- У марту 2010. у Кањижи је уплаћен листић који је добитнику (пре плаћања пореза) донео скоро пет милиона евра
- Велика премија извучена је у марту 2005. године, када је листић у Старој Пазови освојио скоро четири милиона евра
- Крајем 2017. године у Оџацима је уплаћен је добитни листић који је донео 3,5 милиона евра
- 31. јануара 2023. године у београдској општини Чукарица уплаћен је тикет који је добио три милиона евра[4]